# NBA 1963/64
Die NBA-Saison 1963/64 war die 18. Saison der National Basketball Association (NBA). Sie begann am Mittwoch, den 16. Oktober 1963, und endete regulär nach 360 Spielen am Mittwoch, den 18. März 1964. Die Postseason begann am Sonnabend, den 21. März, und endete am Sonntag, den 26. April, mit 4—1 Finalsiegen der Boston Celtics über die San Francisco Warriors.

## Saisonnotizen
- Vor der Saison trat der erste Präsident der BAA/NBA seit 1946 Maurice Podoloff in den Ruhestand, um Commissioner Walter Kennedy Platz zu machen.[1]
- Der Umzug der Philadelphia Warriors in der Saison 1962/63 an die Westküste zog weitere Umzüge nach sich. Den der Cincinnati Royals in die Eastern Division im selben Jahr und in dieser, der folgenden, Saison den Umzug der Syracuse Nationals in das nun Franchise-lose Philadelphia. Gleichzeitig kehrte mit den Chicago Zephyrs ein Franchise nicht weit von Philadelphia als Baltimore Bullets nach zehn Spielzeiten zurück nach Maryland. Die Zephyrs hatten nichts mit dem früheren NBA-Meister der Baltimore Bullets von 1954 zu tun und hatten damit im zweiten Jahr in Folge eine Umbenennung.
- Erster Draft-Pick in der NBA-Draft 1963 wurde Blue Devil Art Heyman von der Duke University für die New York Knickerbockers. Die Cincinnati Royals machten von ihrem Territorial pick Gebrauch und wählten Bearcat Tom Thacker von der University of Cincinnati aus.[2]
- Rookie des Jahres wurde aber der Goldmedaillengewinner von 1960 Jerry Lucas, den die Cincinnati Royals als Territorial pick bereits im Vorjahr ausgewählt hatten und damit seine Draft-Rechte innerhalb der NBA besaßen. High-School- und College-Star Lucas hatte sich allerdings von den Cleveland Pipers der American Basketball League von 1961 bis 1963 unter Vertrag nehmen lassen. Er sollte das Gesicht der neuen Liga in ihrem zweiten Jahr werden. Er war dermaßen populär, dass der Besitzer der Pipers, George Steinbrenner Verhandlungen über einen Wechsel seines Franchise in die NBA aufnehmen konnte. Dies scheiterte jedoch am Veto der Cincinnati Royals und die ABL löste sich am 31. Dezember 1962 auf.
- Das 14. All-Star-Game fand am Dienstag, den 14. Januar 1964, vor 13.464 Zuschauern im Boston Garden von Boston, Massachusetts statt. Red Auerbachs Eastern All-Stars besiegten Fred Schaus’ Western All-Stars mit 111—107. All-Star Game MVP wurde Oscar Robertson von den Cincinnati Royals, der wie Bill Russell und Jerry West 42 Minuten auf dem Parkett stand. Nur Nate Thurmond wiederholte dies 1967.[3]
- Wie die Celtics in ihrem ersten Meisterschaftsjahr gewährten die Baltimore Bullets am 16. Oktober 1963 gegen Boston lediglich 3 Assists im gesamten Spiel.

## Abschlusstabellen
Pl. = Rang,  = Für die Playoffs qualifiziert, Sp = Anzahl der Spiele, S—N = Siege—Niederlagen, % = Siegquote (Siege geteilt durch Anzahl der bestrittenen Spiele), GB = Rückstand auf den Führenden der Division in der Summe von Sieg- und Niederlagendifferenz geteilt durch zwei, Heim = Heimbilanz, Ausw. = Auswärtsbilanz, Neutr. = Bilanz auf neutralem Boden, Div. = Bilanz gegen die Divisionsgegner

### Eastern Division
| Pl. | Mannschaft              | Sp | S—N   | %    | GB | Heim  | Ausw. | Neutr. | Div.  |
| --- | ----------------------- | -- | ----- | ---- | -- | ----- | ----- | ------ | ----- |
| 1.  | Boston Celtics          | 80 | 59—21 | .738 | —  | 26—40 | 21—17 | 12—00  | 25—11 |
| 2.  | Cincinnati Royals       | 80 | 55—25 | .688 | 4  | 26—70 | 18—18 | 11—00  | 27—90 |
| 3.  | Philadelphia 76ers      | 80 | 34—46 | .425 | 25 | 18—12 | 12—22 | 04—12  | 13—23 |
| 4.  | New York Knickerbockers | 80 | 22—58 | .275 | 37 | 10—25 | 08—27 | 04—60  | 07—29 |

### Western Division
| Pl. | Mannschaft               | Sp | S—N   | %    | GB | Heim  | Ausw. | Neutr. | Div.  |
| --- | ------------------------ | -- | ----- | ---- | -- | ----- | ----- | ------ | ----- |
| 1.  | 0San Francisco Warriors0 | 80 | 48—32 | .600 | —  | 25—14 | 21—15 | 02—30  | 29—17 |
| 2.  | St. Louis Hawks          | 80 | 46—34 | .575 | 2  | 27—12 | 17—19 | 02—30  | 30—16 |
| 3.  | Los Angeles Lakers       | 80 | 42—38 | .525 | 6  | 24—12 | 15—21 | 03—50  | 24—22 |
| 4.  | Baltimore Bullets        | 80 | 31—49 | .388 | 17 | 20—19 | 08—21 | 03—90  | 16—24 |
| 5.  | Detroit Pistons          | 80 | 23—57 | .288 | 25 | 09—21 | 06—25 | 08—11  | 13—33 |

## Ehrungen
- Most Valuable Player 1963/64: Oscar Robertson, Cincinnati Royals
- Rookie of the Year 1963/64: Jerry Lucas, Cincinnati Royals
- Coach of the Year 1963/64: Alex Hannum, San Francisco Warriors
- All-Star Game MVP 1964: Oscar Robertson, Cincinnati Royals

| - All-NBA First Team: - Bob Pettit, St. Louis Hawks - Elgin Baylor, Los Angeles Lakers - Wilt Chamberlain, San Francisco Warriors - Oscar Robertson, Cincinnati Royals - Jerry West, Los Angeles Lakers | - All-NBA Second Team: - Tom Heinsohn, Boston Celtics - Jerry Lucas, Cincinnati Royals - Bill Russell, Boston Celtics - John Havlicek, Boston Celtics - Hal Greer, Philadelphia 76ers |
| - All-Rookie Team: - Jerry Lucas, Cincinnati Royals - Gus Johnson, Baltimore Bullets - Nate Thurmond, San Francisco Warriors - Art Heyman, New York Knickerbockers - Rod Thorn, Baltimore Bullets       | |

## Führende Spieler in Einzelwertungen
| Kategorie       | Spieler          | Mannschaft             | Wert   |
| --------------- | ---------------- | ---------------------- | ------ |
| Punkte          | Wilt Chamberlain | San Francisco Warriors | 2948   |
| Wurfquote †     | Jerry Lucas      | Cincinnati Royals      | 52,7 % |
| Freiwurfquote ‡ | Oscar Robertson  | Cincinnati Royals      | 85,3 % |
| Assists         | Oscar Robertson  | Cincinnati Royals      | 868    |
| Rebounds        | Bill Russell     | Boston Celtics         | 1930   |

† 210 Körbe nötig. Lucas nahm 1035 Schüsse und traf 545 mal.

‡ 210 Freiwürfe nötig. Robertson traf 800 von 938.

- Wilt Chamberlain von den San Francisco Warriors stand mit 3698 Minuten in 80 Spielen am längsten auf dem Spielfeld. Er führte die Liga damit seit 1959/60 zum fünften Mal in Folge in der längsten Serie an.
- Mit 325 beging Wayne Embry von den Cincinnati Royals die meisten Fouls. Zelmo Beaty von den St. Louis Hawks und Gus Johnson von den Baltimore Bullets waren mit jeweils elfmal am häufigsten fouled out.
- Bis zur Saison 1968/69 wurden den Statistiken in den Kategorien „Punkte“, „Assists“ und „Rebounds“ die insgesamt erzielten Leistungen zu Grunde gelegt und nicht die Quote pro Spiel.[4]
- Chamberlains 2948 Punkte ergaben auch den besten Punkteschnitt der Saison mit 36,9 Punkten pro Spiel.
- Oscar Robertson hatte nicht nur die beste Freiwurfquote, sondern verwandelte auch die mit Abstand meisten Freiwürfe. Bob Pettit hatte mit 608 beinahe 200 verwandelte Freiwürfe weniger. In der Fünf-Spiele-Playoff-Serie gegen die Philadelphia 76ers verwandelte er 62 Freiwürfe. Erst 2017 verwandelte James Harden vier mehr.
- Oscar Robertson gewährte 11,0 Assists pro Spiel.
- Insgesamt kamen acht Spieler auf über 1000 Rebounds. Bill Russells 1930 Abpraller bedeuteten eine Quote von 24,7 Rebounds pro Spiel. Wilt Chamberlain kam trotz Hannums taktischer Defensivausrichtung auf 1787 Rebounds und auf die einzig weitere Quote von über 20 Rebounds pro Spiel (22,3 RpS).

## Playoffs-Baum
|  | Division-Halbfinals | Division-Halbfinals | Division-Halbfinals |  |  | Division-Finals | Division-Finals        | Division-Finals |  |    | NBA-Finals             | NBA-Finals     | NBA-Finals |
|  |                     |                     |                     |  |  |                 |                        |                 |  |    |                        |                |            |
|  | Western Division    | Western Division    | Western Division    |  |  | W1              | San Francisco Warriors | 4               |  |    |                        |                |            |
|  | W2                  | St. Louis Hawks     | 3                   |  |  | W2              | St. Louis Hawks        | 3               |  |    |                        |                |            |
|  | W3                  | Los Angeles Lakers  | 2                   |  |  |                 |                        |                 |  | W1 | San Francisco Warriors | 1              |            |
|  |                     |                     |                     |  |  |                 |                        |                 |  |    | E1                     | Boston Celtics | 4          |
|  | Eastern Division    | Eastern Division    | Eastern Division    |  |  | E2              | Cincinnati Royals      | 1               |  |    |                        |                |            |
|  | E2                  | Cincinnati Royals   | 3                   |  |  | E1              | Boston Celtics         | 4               |  |    |                        |                |            |
|  | E3                  | Philadelphia 76ers  | 2                   |  |  |                 |                        |                 |  |    |                        |                |            |

## Playoffs-Ergebnisse
Die Playoffs begannen am 21. März und wurden in der ersten Runde nach dem Modus „Best of Five“ ausgetragen, die Division-Finals und die NBA-Finals nach dem Modus „Best of Seven“. Die Divisionssieger hatten ein Freilos in der ersten Runde.
Guy Rodgers von den San Francisco Warriors gewährte 90 Assists, Teamkamerad Wilt Chamberlain errang 302 Rebounds und erzielte 416 Punkte in der Postseason.
Allein in den sieben Spielen der Western Division-Halbfinals schoss Chamberlain 113 Feldtore. Die Freiwurfquote der Warriors, die schon in der regulären Saison bei 63,8 % lag und nur einmal in der NBA-Geschichte unterboten wurde, fiel in den Playoffs auf sogar unerreichte 58,2 %.

### Eastern Division-Halbfinals
Cincinnati Royals 3, Philadelphia 76ers 2

Sonntag, 22. März: Cincinnati 127 – 102 Philadelphia

Dienstag, 24. März: Philadelphia 122 – 114 Cincinnati

Mittwoch, 25. März: Cincinnati 101 – 89 Philadelphia

Sonnabend, 28. März: Philadelphia 129 – 120 Cincinnati

Sonntag, 29. März: Cincinnati 130 – 124 Philadelphia

### Western Division-Halbfinals
St. Louis Hawks 3, Los Angeles Lakers 2

Sonnabend, 21. März: St. Louis 115 – 104 Los Angeles

Sonntag, 22. März: St. Louis 106 – 90 Los Angeles

Mittwoch, 25. März: Los Angeles 107 – 105 St. Louis

Sonnabend, 28. März: Los Angeles 97 – 88 St. Louis

Montag, 30. März: St. Louis 121 – 108 Los Angeles

### Eastern Division-Finals
Boston Celtics 4, Cincinnati Royals 1

Dienstag, 31. März: Boston 103 – 87 Cincinnati

Donnerstag, 2. April: Boston 101 – 90 Cincinnati

Sonntag, 5. April: Cincinnati 92 – 102 Boston

Dienstag, 7. April: Cincinnati 102 – 93 Boston

Donnerstag, 9. April: Boston 109 – 95 Cincinnati

### Western Division-Finals
San Francisco Warriors 4, St. Louis Hawks 3

Mittwoch, 1. April: San Francisco 111 – 116 St. Louis

Freitag, 3. April: San Francisco 120 – 85 St. Louis

Sonntag, 5. April: St. Louis 113 – 109 San Francisco

Mittwoch, 8. April: St. Louis 109 – 111 San Francisco

Freitag, 10. April: San Francisco 121 – 97 St. Louis

Sonntag, 12. April: St. Louis 123 – 95 San Francisco

Donnerstag, 16. April: San Francisco 105 – 95 St. Louis

## NBA-Finals

### Boston Celtics vs. San Francisco Warriors
Die Finals sahen antiklimaktische Rekorde. Trotz der mit 211 meisten Freiwürfe einer Fünf-Spiele-Finalserie, erzielten die Warriors die niedrigste Freiwurfquote aller Fünf-Spiele-Finals mit 61,6 % und dabei leisteten sich die Celtics mit 146 die zweitmeisten Fouls aller Zeiten. Allein im ersten Spiel der Serie kam es zur bis dahin niedrigsten Freiwurfquote zweier Teams in einem Finalspiel: Die 46 von 85 verwandelten Freiwürfe setzten sich aus den Quoten 47,8 % und 61,5 % zu einer Gesamtquote von 54,1 % zusammen.
Die Finalergebnisse:

Sonnabend, 18. April: Boston 108— 96 San Francisco

Montag, 20. April: Boston 124 – 101 San Francisco

Mittwoch, 22. April: San Francisco 115 – 91 Boston

Freitag, 24. April: San Francisco 95 – 98 Boston

Sonntag, 26. April: Boston 105 – 99 San Francisco
Die Boston Celtics werden mit 4—1 Siegen zum siebenten Mal und zum sechsten Mal in Folge NBA-Meister. In keiner der anderen großen Sportligen wie National Football League, Major League Baseball und National Hockey League wurde die Meisterschaft bislang fünfmal verteidigt.

## Die Meistermannschaft der Boston Celtics
| John Havlicek, Tom Heinsohn, K. C. Jones, Sam Jones, Jim Loscutoff, Clyde Lovellette, Johnny McCarthy, Willie Naulls, Frank Ramsey, Bill Russell, Tom Sanders, Larry Siegfried Head Coach Red Auerbach |